# Volleyball Challenger Cup femminile
La Volleyball Challenger Cup è una competizione pallavolistica femminile per squadre nazionali, organizzata annualmente dalla FIVB.

## Edizioni
| Edizione      | Edizione      | Podio         | Podio         | Podio         |
| Anno          | Organizzatore | Campione      | Seconda       | Terza         |
| ------------- | ------------- | ------------- | ------------- | ------------- |
| 2018 Dettagli | Lima          | Bulgaria      | Colombia      | Porto Rico    |
| 2019 Dettagli | Lima          | Canada        | Rep. Ceca     | Argentina     |
| 2020          | -             | Non disputata | Non disputata | Non disputata |
| 2021          | -             | Non disputata | Non disputata | Non disputata |
| 2022 Dettagli | Zara          | Croazia       | Belgio        | Porto Rico    |
| 2023 Dettagli | Laval         | Francia       | Svezia        | Colombia      |
| 2024 Dettagli | Manila        | Rep. Ceca     | Porto Rico    | Vietnam       |

## Medagliere
| Pos. | Squadra    | 1º posto | 2º posto | 3º posto | Totale |
| ---- | ---------- | -------- | -------- | -------- | ------ |
| 1    | Rep. Ceca  | 1        | 1        | 0        | 2      |
| 2    | Bulgaria   | 1        | 0        | 0        | 1      |
| 2    | Canada     | 1        | 0        | 0        | 1      |
| 2    | Croazia    | 1        | 0        | 0        | 1      |
| 2    | Francia    | 1        | 0        | 0        | 1      |
| 6    | Porto Rico | 0        | 1        | 2        | 3      |
| 7    | Colombia   | 0        | 1        | 1        | 2      |
| 8    | Belgio     | 0        | 1        | 0        | 1      |
| 8    | Svezia     | 0        | 1        | 0        | 1      |
| 10   | Argentina  | 0        | 0        | 1        | 1      |
| 10   | Vietnam    | 0        | 0        | 1        | 1      |